# Spinatimonomma drescheri
Spinatimonomma drescheri es una especie de coleóptero de la familia Monommatidae.

## Distribución geográfica
Habita en Java (Indonesia).